# Driven from Home
Pour plus de détails, voir Fiche technique et Distribution.
Driven from Home est un film américain réalisé par James Young, sorti en 1927.

## Fiche technique
- Titre : Driven from Home
- Réalisation : James Young
- Scénario : Enid Hibbard et Ethel Hill d'après la pièce de Hal Reid
- Photographie : Ernest Miller
- Pays d'origine : États-Unis
- Format : Noir et blanc - 1,33:1 - Film muet
- Genre : drame
- Date de sortie : 1927

## Distribution
- Ray Hallor (en)
- Virginia Lee Corbin
- Pauline Garon
- Sōjin Kamiyama
- Anna May Wong
- Melbourne MacDowell (en)
- Margaret Seddon
- Sheldon Lewis
- Virginia Pearson